# Bournazel, Aveyron
 Bournazel  là một xã ở tỉnh Aveyron, thuộc vùng Occitanie ở miền nam nước Pháp.